# صفت مغلوب
ژن مغلوب در ژنتیک، آللی است که فنوتیپی را ایجاد می‌کند که تنها درصورت وجود ژنوتیپ همسان (هوموزیگوس) مشاهده می‌شود و هیچ‌گاه در شرایط ناهمسان (هتروزیگوس) بارز نمی‌شود. به عبارت دیگر، به آللی که در نسل اول خود اثری از خود ظاهر نمی‌کند آلل مغلوب می‌گویند.
به‌عنوان مثال، اگر فردی برای گروه خونی‌اش دارای دو آلل A و O باشد، گروه خونیِ وی A خواهد بود و فقط اگر هر دو آلل O باشند وی دارای گروه خونیِ O خواهد شد؛ بنابراین، آلل O نسبت به آلل A مغلوب است. این قانون برای گروه خونی B نیز صدق می‌کند. 
مندل، کشیش اتریشی، نخستین کسی بود که به بیان این نوع وراثت پرداخت. اگر آلل‌های یک صفت روی کروموزوم‌های اتوزوم باشند آن صفت وراثت اتوزومال دارد (یعنی به نسبت مساوی احتمال دارد به فرزندان صرفنظر از جنسیت به ارث برسد) وگرنه انتقال آن تابع جنسیت خواهد بود.

## وراثت
برخی بیماری‌های ژنتیکی الگوی توارثی اتوزومال مغلوب دارند مانند بیماریهای متابولیک (بیماری گوشه، فنیل کتونوریا و ...) آنمی فانکونی و ... ویژگی این نوع بیماری ها عبارتند از:
۱. به نسبت مساوی در فرزندان پسر و دختر احتمال بروز دارند.
۲. اگر یکی از والدین مبتلا باشد حداکثر ۵۰٪ احتمال ابتلای فرزندان وجود دارد (صرفنظر از جهش و بروز). اگر والد بیمار هتروزیگوت باشد احتمال بیماری نوزادان یک چهارم است.
۳. این نوع بیماری‌ها اغلب متابولیک و نقص آنزیمی هستند و حاصل ازدواج فامیلی.